# Reichenbachfall-Bahn
Reichenbachfall-Bahn (RfB), er en kabelbane i Meiringen i den schweiziske kanton Bern.

## Endestationerne
Kabelbanen forbinder bydelen Willigen i Meiringen med det berømte vandfald Reichenbachfall, hvor Sir Arthur Conan Doyles fiktive helt, Sherlock Holmes, måtte lade livet. Fra topstationen er der en flot gåtur op langs vandfaldet til gæstgiveriet 'Hotel Zwirgi', der ligger ovenover.
Fra dalstationen (nederste station) er der ca. 20 minutters gang til banegården i Meiringen.

## Banens start
Banen startede i 1899 for at give publikum lettere adgang til det spektakulære vandfald. Ved banens 100-års jubilæum i 1999 blev to nye vogne indsat og stationsbygningerne i begge ender blev renoveret. 

## Banen i vore dage
De nye (1999) vogne er bygget i det originale design fra forrige århundrede og har hver plads til 24 passagerer. Banen er ensporet – og smalsporet – og har et vigespor midtvejs oppe, hvor de to vogne passerer hinanden undervejs. Togvognen trækkes af en stålwire (kabel), som er forbundet med den anden vogn, således at vægten af den øverste vogn er med til at trække den nederste. Herudover er en elektromotor tilkoblet for at sikre en stabil drift.
En tur tager ca. 10 minutter.

## Køreplan
Kabelbanen er kun i drift i sommerhalvåret (midten af maj – midten af oktober) og kører dagligt fra kl. 8.15 til kl. 17.45 med middagslukning fra kl. 11.45 og 1½ time frem.

## Tekniske data
- Banetype: Kabelbane
- Byggeår: 1899
- Sportype: Enkeltsporet med vigespor midtvejs
- Sporvidde: 1 meter
- Drivmiddel: Elektricitet
- Dalstation: Willigen (662 m.o.h.)
- Topstation: Reichenbachfall (847 m.o.h.)
- Vertikal distance: 244 meter
- Banens længde: 714 meter
- Mindste hældningsgrad: 25 %
- Største hældningsgrad: 58 %
- Varighed pr. tur: 10 minutter
- Antal vogne: 2
- Passagerer pr. vogn: 24